# Detlef Wolter (Komponist)
Detlef Franz Emil Wolter (* 11. März 1933 in Berlin; † 23. Februar 2002 ebenda) war ein deutscher Komponist.

## Leben und Schaffen
Wolter studierte zunächst Komposition in Berlin bei Heinz Tiessen und Boris Blacher. Später wechselte er nach München, wo Carl Orff, Karl Höller sowie Harald Genzmer seine Lehrer waren. Er wurde besonders durch seine Orchesterwerke bekannt, die Interpreten wie Rudolf Alberth, Kurt Graunke, Jan Koetsier und Reinhard Peters fanden.
Seine Musik ist durch eine neoklassizistische, tänzerisch-vitale Grundhaltung, federnde Rhythmik sowie Sinn für Humor und Groteske geprägt. Sie fußt auf einer durch Kirchentonarten angereicherten Tonalität. Häufig finden sich Einflüsse von Unterhaltungsmusik (zeitgenössisch und in den Titeln seiner Werke auch historisch), die aber sinfonisch und oft mit besonderem Augenmerk auf Polyphonie verarbeitet werden. Verschiedene seiner Werke (u. a. die Orchester-Divertimenti Nr. 3&4) wurden für den Rundfunk aufgenommen.

## Werke
- Orchesterwerke
  - Orchester-Divertimento Nr. 3 in C-jonisch (1962)
  - Orchester-Divertimento Nr. 4 in Es-lydisch (1970)
  - Orchester-Divertimento Nr. 5 in F-mixolydisch (Uraufführung 1994)
  - Cassation für Orchester Nr. 1 in F-lydisch (UA 1974)
  - Cassation für Orchester Nr. 2 in E-mixolydisch (UA 1986)
  - Cassation für Orchester Nr. 3 in B-lydisch (UA 1974)
  - Concertant-tänzerische Musik für Streichorchester in D-mixolydisch (1957)
  - Fünf Tänze für Streichorchester (UA 1968)
  - Adagio für Streichorchester (publiziert um 1980)
  - Ritornell für Klavier und Orchester (1962)
- Vokalmusik
  - Vier Morgenstern-Chöre (aus Alle Galgenlieder) (publ. 1970)
  - Five Negro Songs nach Worten von Langston Hughes für Männerchor mit ein bis Schlaginstrumenten ad lib. (publ. 1972)
  - Joachim-Ringelnatz-Capricen für Bariton und Klavier (publ. um 1963)
- Klavier- und Kammermusik
  - Thema und Variationen für fünf Bläser (Bläserquintett) (publ. 1963)
  - Cassation für Bläserquintett (1980)
  - Serenade für Streichquartett (1973)
  - Notturno für Flöte, Violoncello und Klavier
  - Fünf Miniaturen für Klavier (1961)
  - Marsch und Rondo für Klavier